# Robert Swenson
Robert Alexander "Jeep" Swenson Jr. (San Antonio, 5 de janeiro de 1957 – Los Angeles, 18 de agosto de 1997) foi um lutador profissional, dublê e ator norte-americano.

## Vida pessoal
Swenson nasceu em San Antonio, Texas, filho de Patricia Maxine (nascida Wells) e Robert Alexander Swenson Sr. Ele era casado com Erin Hillsman. O casal teve uma filha chamada Kayleigh.

## Carreira

### Wrestling
Swenson lutou pela World Class Championship Wrestling em 1987 e 1988 como Jeep Swenson para o empresário Gary Hart (que supostamente não gostava de gerenciá-lo). Ele estreou em 7 de março de 1987, derrotando Perry Jackson em um desafio de 2 minutos. Sua principal rivalidade era com Bruiser Brody, que lutava como o mascarado "Red River Jack". Brody o derrotou no evento Parade of Champions 1987. De acordo com Swenson, ele tinha o maior bíceps do mundo naquela época (eles foram registrados no Guinness Book of World Records). Ele foi anunciado como sendo da África do Sul, embora fosse claramente um americano.
De 1993 a 1994, ele lutou pela Global Wrestling Federation no Texas, onde rivalizou com Ahmed Johnson. Swenson regressou ao wrestling para um combate na World Championship Wrestling 's Uncensored pay-per-view em 24 de março de 1996. Atuou como membro da "Alliance to End Hulkamania". Ele foi originalmente chamado de The Final Solution, mas após reclamações de organizações judaicas aos escritórios corporativos da Turner, seu personagem foi renomeado The Ultimate Solution. A WCW alegou que eles não sabiam que A Solução Final era o nome que Adolf Hitler deu ao seu plano para destruir os judeus. A Aliança consistia em Dungeon of Doom, Four Horsemen, The Ultimate Solution e Z-Gangsta, todos trabalhando para encerrar a carreira de Hulk Hogan.

### Boxe
Swenson lutou boxe como um peso médio amador e mais tarde teve uma curta carreira como boxeador profissional. Ele venceu suas duas primeiras lutas por nocaute, mas sua terceira luta foi interrompida no primeiro round depois que ele foi derrubado duas vezes por Frankie Garcia em sua estreia profissional.

### Atuando
O primeiro papel de Swenson foi como um bandido sem créditos no filme de Jackie Chan, The Big Brawl. Swenson apareceu como o lutador de boxe "Lugwrench" Perkins no filme de Hulk Hogan No Holds Barred de 1989. Ele também interpretou o guarda-costas de James Caan Bledsoe no filme de Damon Wayans e Adam Sandler Bulletproof, antes de interpretar possivelmente seu mais conhecido personagem Bane no filme Batman & Robin de 1997. 

## Morte
Em 18 de agosto de 1997, Swenson morreu de ataque cardíaco no UCLA Medical Center. Ele tinha 40 anos. Hulk Hogan, Davey Boy Smith e James Caan deram elogios em seu funeral. Ele era um usuário ávido de esteróides, começando a usá-los por volta dos 20 anos e, segundo consta, não conseguia tomar banho direito, vestir uma camisa ou subir escadas. Sua morte chocou George Clooney, Arnold Schwarzenegger e Uma Thurman, que estavam no filme Batman e Robin.

## Filmografia

### Cinema
| Ano  | Título                                                                          | Papel                          | Notas         |
| ---- | ------------------------------------------------------------------------------- | ------------------------------ | ------------- |
| 1980 | The Big Brawl                                                                   | Bandido                        | Não creditado |
| 1989 | No Holds Barred                                                                 | Lugwrench Perkins              |               |
| 1996 | Bulletproof                                                                     | Bledsoe                        |               |
| 1997 | Batman & Robin                                                                  | Bane                           |               |
| 1997 | The Bad Pack                                                                    | Missouri Mule                  | Último filme  |
| 2005 | Beyond Batman: Frozen Freaks and Femme Fatales - The Makeup of 'Batman & Robin' | Ele mesmo (imagens de arquivo) | Documentário  |

### Televisão
| Ano       | Título               | Papel               | Notas       |
| --------- | -------------------- | ------------------- | ----------- |
| 1993-1995 | Walker, Texas Ranger | Jumbo Stark / Sammy | 2 episódios |